# Roland Fischnaller (Snowboarder)
Roland Fischnaller (* 19. September 1980 in Brixen, Südtirol) ist ein italienischer Snowboarder und sechsfacher Olympionike (2002, 2006, 2010, 2014, 2018, 2022). Er lebt und wohnt in St. Peter in Villnöß.

## Leben
Fischnaller ist in Villnöß aufgewachsen und hat als 10-Jähriger seine ersten Snowboardversuche am Fillerlift im Villnößtal unternommen. Der gelernte Zimmermann ist heute Mitglied der italienischen Heeres-Sportgruppe und in seiner Freizeit ein begeisterter Bergsteiger sowie Mitglied des Bergrettungsdienstes Villnöß.

## Sportliche Karriere
Fischnaller debütierte bereits im Jahre 1997 im Weltcup. Seit 2007 fährt Fischnaller im SG Pro Team von Sigi Grabner. Seine bisher größten Weltcup-Erfolge waren die ersten Plätze im Parallelslalom in Limone Piemonte (Italien) im Dezember 2010 und in Moskau im März 2011, sowie vier zweite Plätze im Parallelslalom und drei weitere zweite Plätze im Parallelriesenslalom.
Er hat bisher an drei Olympischen Spielen (Salt Lake City 2002, Turin 2006 und Vancouver 2010) teilgenommen und ist mittlerweile mehrfacher Italienmeister in den verschiedenen Snowboard-Disziplinen. An Weltmeisterschaften nimmt er seit 2001 teil.
Im Parallelriesenslalom holte er sich in Stoneham (Kanada) bei der Snowboard-Weltmeisterschaft 2013 die Silbermedaille und Bronze im Parallelslalom.
2015 wurde er in Kreischberg FIS-Weltmeister im Parallelslalom.
Bei den Snowboard-Weltmeisterschaften 2017 belegte er im Parallelslalom den neunten Rang.
2022 startete er zum sechsten Mal bei Olympischen Winterspielen und belegte am 8. Februar in Peking den vierten Rang im Parallelriesenslalom.

## Auszeichnungen
- Südtirols Sportler des Jahres 2011[2]

## Erfolge

### Olympische Spiele
- Salt Lake City 2002: 19. Parallelriesenslalom
- Turin 2006: 13. Parallelriesenslalom
- Vancouver 2010: 18. Parallelriesenslalom
- Sotschi 2014: 8. Parallelriesenslalom
- Pyeongchang 2018: 7. Parallelriesenslalom
- Peking 2022: 4. Parallelriesenslalom

### Weltmeisterschaften
- 2001 Madonna di Campiglio: 14. Parallel-Riesenslalom, 32. Parallelslalom
- 2003 Kreischberg: 24. Parallelslalom
- 2005 Whistler: 19. Parallelslalom, 39. Parallel-Riesenslalom
- 2007 Arosa: 6. Parallelslalom, 15. Parallel-Riesenslalom
- 2009 Gangwon: 15. Parallelslalom, 19. Parallel-Riesenslalom
- 2011 La Molina: 3. Parallel-Riesenslalom, 5. Parallelslalom
- 2013 Stoneham: 2. Parallel-Riesenslalom, 3. Parallelslalom
- 2015 Kreischberg: 1. Parallelslalom, 22. Platz Parallel-Riesenslalom
- 2017 Sierra Nevada: 9. Parallelslalom
- 2019 Park City: 2. Parallelslalom, 18. Platz Parallel-Riesenslalom
- 2021 Rogla: 2. Platz Parallel-Riesenslalom
- 2023 Bakuriani: 18. Platz Parallel-Riesenslalom
- 2025 Engadin: 1. Platz Parallel-Riesenslalom

### FIS Snowboard-Weltcup
- 29 Podestplatzierungen:

| Datum      | Ort               | Land        | Disziplin       | Platzierung |
| ---------- | ----------------- | ----------- | --------------- | ----------- |
| 06.03.2016 | Winterberg        | Deutschland | Parallel-Slalom | 2           |
| 30.01.2016 | Moskau            | Russland    | Parallel-Slalom | 1           |
| 19.12.2015 | Cortina d’Ampezzo | Italien     | Parallel-Slalom | 2           |
| 14.03.2015 | Winterberg        | Deutschland | Parallel GS     | 1           |
| 08.02.2013 | Rogla             | Slowenien   | Parallel GS     | 2           |
| 12.01.2013 | Bad Gastein       | Österreich  | Parallel-Slalom | 2           |
| 11.01.2013 | Bad Gastein       | Österreich  | Parallel-Slalom | 2           |
| 17.03.2012 | Valmalenco        | Italien     | Parallel GS     | 1           |
| 03.03.2012 | Moskau            | Russland    | Parallel-Slalom | 1           |
| 15.01.2012 | Bad Gastein       | Österreich  | Parallel-Slalom | 1           |
| 13.01.2012 | Jauerling         | Österreich  | Parallel-Slalom | 3           |
| 21.12.2011 | Karerpass         | Italien     | Parallel GS     | 1           |
| 13.10.2011 | Landgraaf         | Niederlande | Parallel-Slalom | 1           |
| 27.03.2011 | Arosa             | Schweiz     | Parallel GS     | 2           |
| 05.03.2011 | Moskau            | Russland    | Parallel-Slalom | 1           |
| 11.12.2010 | Limone Piemonte   | Italien     | Parallel-Slalom | 1           |
| 10.10.2010 | Landgraaf         | Niederlande | Parallel-Slalom | 2           |
| 06.03.2010 | Moskau            | Russland    | Parallel-Slalom | 3           |
| 21.12.2008 | Arosa             | Schweiz     | Parallel-Slalom | 2           |
| 15.03.2008 | Valmalenco        | Italien     | Parallel GS     | 2           |
| 24.02.2008 | Gujō              | Japan       | Parallel GS     | 2           |
| 03.03.2006 | St. Petersburg    | Russland    | Parallel-Slalom | 2           |
| 01.03.2006 | Shukolovo         | Russland    | Parallel-Slalom | 3           |
| 19.10.2003 | Sölden            | Österreich  | Parallel-Slalom | 2           |
| 09.02.2001 | Berchtesgaden     | Deutschland | Parallel-Slalom | 3           |

### Italienische Snowboard-Meisterschaft
- Italienischer Meister im Parallel GS 2006 und 2008
- Italienischer Meister im Riesenslalom 2007
- Italienischer Meister im Parallel-Slalom 2002, 2004 und 2008